# African Lions and American Beauties
African Lions and American Beauties è un cortometraggio muto del 1919 scritto e diretto da Fred C. Fishback

## Produzione
Il film fu prodotto dalla Century Film.

## Distribuzione
Distribuito dall'Universal Film Manufacturing Company, il film - un cortometraggio in due bobine - uscì nelle sale cinematografiche USA il 5 novembre 1919.